# Leyland Victory Mk 2

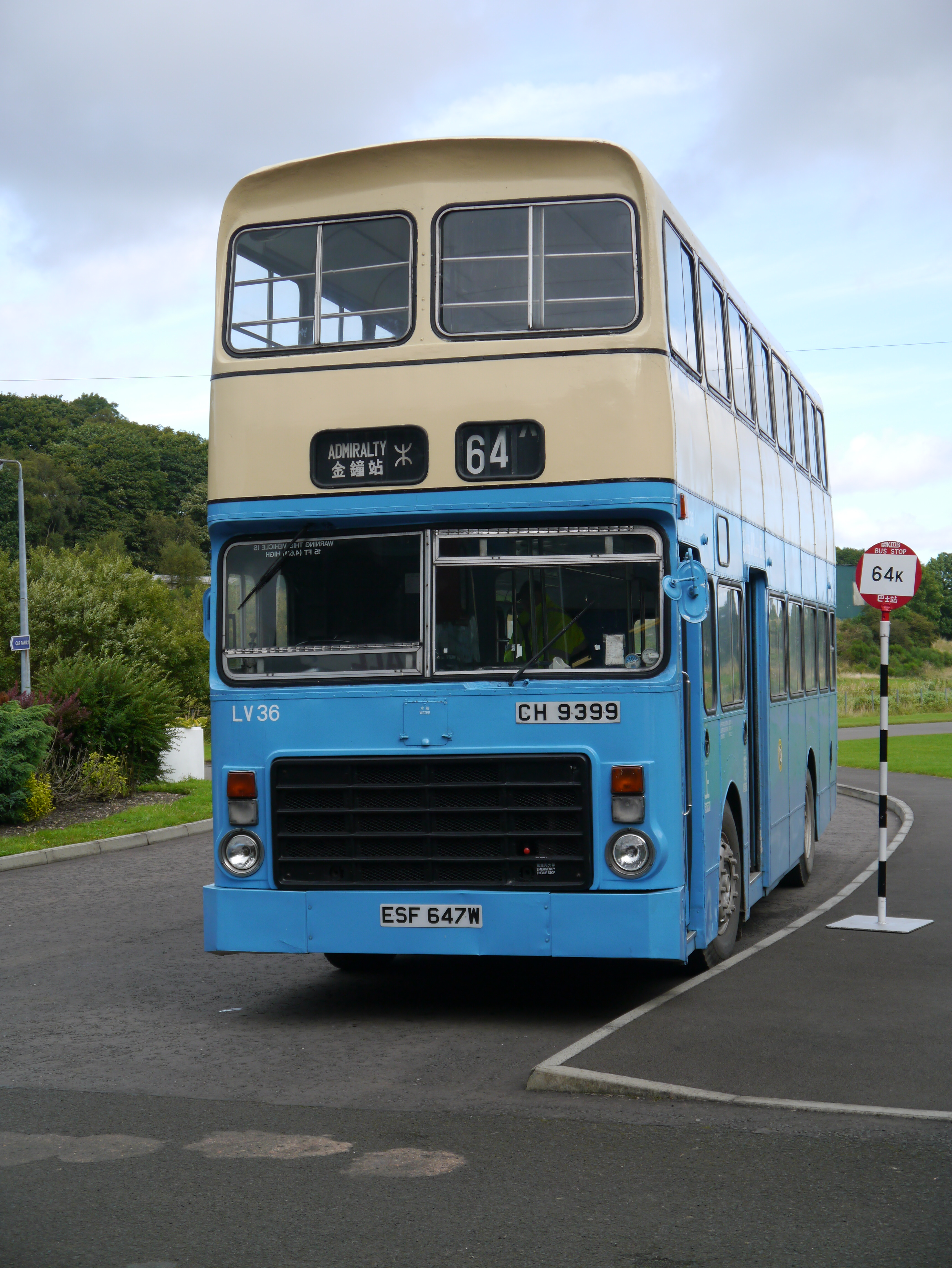
Guy Victory J

Der Leyland Victory Mk 2 war ein Fahrgestell für Omnibusse des britischen Nutzfahrzeugherstellers Leyland Motors. Der Typ wurde von 1967 bis 1987 ausschließlich für den Export gebaut. Er wurde ursprünglich als Guy Victory J von der Firma Guy entwickelt, die 1961 von Jaguar Cars übernommen wurde. Jaguar fusionierte 1964 mit der British Motor Corporation, der Zusammenschluss beider Firmen 1968 mit Leyland zur British Leyland Motor Corporation. Auf das Chassis wurden verschiedene Aufbauten gesetzt.

## Victory 2 series I
Der Victory wurde ursprünglich für Cape Tramways in Südafrika entwickelt und speziell auf die Anforderungen dieses Betreibers ausgelegt. Der Radstand betrug 20 Fuß und 6 Zoll. Verbaut wurde ein Leyland-O.680-Sechszylinder-Dieselmotor und ein pneumatisch unterstütztes Fünfgang-Schaltgetriebe. Der Bus besaß einen konventionellen Leiterrahmen aus Stahlblechprofilen. Der Motor wurde zwischen den Längsträgern vorn angeordnet, der Kühler saß unmittelbar davor. Diese damals eigentlich schon veraltete Anordnung ließ unter den besonderen klimatischen Bedingungen Südafrikas weniger Probleme mit der Kühlung erwarten als eine Unterflur-Anordnung des Triebwerkes. Unterflur-Busse hatten sich in Südafrika nicht bewährt, daher hatte beispielsweise Guy aus den Unterflur-Modellen Warrior UF und Victory UF Varianten mit vorn angeordnetem Motor abgeleitet. Die Vorderachse war relativ weit zurückgesetzt, um die Einstiegstür im vorderen Überhang platzieren zu können. Dadurch war der Bus für den Einmannbetrieb ohne Schaffner gut geeignet. Der Motor saß zur besseren Gewichtsverteilung direkt über der Vorderachse. Diese Konstruktion wurde auch als Trambus bezeichnet. 
Das Fahrwerk besaß Blattfedern und Teleskopstoßdämpfer. Im Laufe der Zeit wurde das Fahrgestell laufend modifiziert. So wurde zum Beispiel die Aufhängung verstärkt, um bei einer Gesamtmasse von 19 t auch unbefestigte Straßen befahren zu können. Die Bremsanlage wurde so verändert, dass der Bus auch ohne Benutzung der Feststellbremse im Stillstand gehalten werden konnte. Die Busse bekamen einen Aufbau von Bus Bodies aus Port Elizabeth bzw. deren Nachfolger Busaf. Dabei wurden sowohl Eindecker als auch Doppeldeckerbusse gebaut. Die letzten sechzehn Doppeldeckeraufbauten mit 100 Sitzplätzen wurden von Busaf 1987 hergestellt.
Die Serie wurde als Victory 2 series I bezeichnet. Die ursprüngliche Herkunft des Busses war an einem großen, aufgeprägten G (für Guy) auf dem Gaspedal zu erkennen.
Kowloon Motor Bus (KMB) aus Hongkong kaufte 1976 vier derartige Doppeldeckerbusse. Aufgrund der Zulassungsbestimmungen in Hongkong, die denen im Vereinigten Königreich ähnelten und strenger als in Südafrika waren, musste das Fahrwerk überarbeitet werden. Es kam eine härtere Federung und härter ansprechende Stoßdämpfer. Durch Zusatzdämpfer wurde der Nickwinkel beim Anfahren und Abbremsen beschränkt. Die Busse durchliefen die Zulassung erfolgreich und wurden im Januar 1976 in Dienst gestellt. Anfang 1982 wurden sie nach Einführung des Victory 2 series II außer Dienst gestellt und zu Schulfahrzeugen umgebaut.
Der Singapore Bus Service (SBS) in Singapur beschaffte ab 1978 eine Reihe von Victory in der Eindeckerausführung. Verbaut wurde als Motor der O.680 von Leyland zusammen mit einem halbautomatischen Getriebe. Die Aufbauten stammten von British Aluminum Co. (BACo) und Soon Chow, einem Bushersteller aus Singapur. Der Bus wurde mit Aluminiumblechen beplankt. Bereits im Jahr 1982 war jedoch der Zustand der meisten Aufbauten so schlecht, dass sie erneuert werden mussten. SBS rüstete einige Busse versuchsweise mit einer unterflur installierten Klimaanlage aus. Die Busse wurden 1993 aus dem Verkehr zurückgezogen.

## Victory 2 series II
Kowloon Motor Bus (KMB) war mit den probeweise eingeführten Victory 2 zufrieden und forderte Leyland auf, einen Bus mit Frontmotor für den Markt in Hongkong anzubieten. Leyland wollte die umfangreiche Typenpalette jedoch nicht nochmals erweitern und schlug daher einen anderen Bus vor. Dennis offerierte allerdings mit dem Jubilant einen Bus, der den Vorstellungen von KMB entsprach. Um den lukrativen Markt nicht zu verlieren, entschloss sich Leyland schließlich ein Chassis mit Frontmotor anzubieten. Das Fahrgestell wurde vom Worldmaster mit stehendem Motor abgeleitet und war an dem Knick über der Hinterachse zu erkennen. Diese Variante des Worldmaster hatte Leyland bereits 1960 auf den Markt gebracht, jedoch nur in geringen Stückzahlen produziert. Der Rahmen war gut zwölf Zentimeter niedriger, was zu einer niedrigeren Gesamthöhe und einem einfacheren Einstieg für die Fahrgäste führte. Ausgerüstet waren die Fahrzeuge mit dem 
6LXB-Sechszylinder-Dieselmotor von L. Gardner and Sons und einem automatischen Getriebe des Typs D851 von Voith. Zu Erprobungszwecken bekam einer der Busse ein halbautomatisches SCG GB350-Getriebe von Leyland eingebaut. Die Aufbauten stammten von Alexander, lediglich die letzten zwanzig ausgelieferten Busse bekamen einen Aufbau von Duple Metsec. Obwohl das Fahrzeug mit dem ursprünglichen Victory 2 kaum noch Gemeinsamkeiten hatte, wurde es als Victory 2 series II bezeichnet.
Die Busse waren speziell für die Bedingungen in Hongkong- steigungsreiche Strecken und Einmannbetrieb mit Zahlbox - ausgelegt. Die relativ schmale Eingangstür befand sich vor der Vorderachse, so dass die Fahrgäste unmittelbar nach dem Einstieg den Fahrpreis an der Zahlbox unter Kontrolle des Fahrers entrichten mussten. Verlassen wurde der Bus durch eine breitere Falttür, die zwischen den Achsen angeordnet war.
Kowloon Motor Bus (KMB) führte zwischen 1979 und 1983 540 Victory ein. Einer der Busse besaß eine Klimaanlage, die sich jedoch nicht bewährte und ausgebaut wurde. China Motor Bus (CMB) beschaffte 167 Victory zwischen 1979 und 1982, New Lantao Bus (NLB) neun Stück zwischen 1980 und 1983 und übernahm später sechs weitere Fahrzeuge von KMB. Der Bus kam in Hongkong auf allen Strecken, einschließlich der New Territories, Kowloon, Hong Kong Island und Lantau zum Einsatz. Ab Mitte der 1990er Jahre wurden die Busse aus dem Einsatz zurückgezogen. KMB setzte die Busse bis 1998 ein, die Busse von CMB waren bei den Nachfolgeunternehmen noch bis 2000 im Einsatz. Einige Busse wurden zu Werkstattwagen umgebaut, andere für das Training von Rettungskräften verkauft. 
Aufgrund der weichen Federung neigte der Bus zu starken Nickbewegungen beim Anfahren und Bremsen. Da die Fahrt an den Gang von Hühnern erinnerte, bekam der Bus den Spitznamen "chicken". Die Federung und der hohe Schwerpunkt brachten dem Victory auch den Ruf als unsicheres Fahrzeug ein. Er neigte vor allem in zu schnell gefahrenen Kurven zum Umkippen. Zwischen 1980 und 1993 verunglückten vierzehn Busse, einer brannte nach einer Kollision aus, dreizehn überschlugen sich.